# Filmfare Award за лучший сценарий
Filmfare Award за лучший сценарий (англ. Filmfare Award for Best Screenplay) — ежегодная награда Filmfare Award с 1969 года.

## Победители и номинанты

### 1960-е
- 1969  Младшая невестка – Набенду Гхош

### 1970-е
- 1970 Странная ночь – Ришикеш Мукхерджи
- 1971 Меня зовут Джонни – Виджай Ананд
- 1972 Sara Aakash – Басу Чаттерджи
- 1973 Преданность – Arvind Mukherjee
- 1974 Затянувшаяся расплата – Салим-Джавед
- 1975 Горячие ветра – Ishraq-Suja
- 1976 Стена – Салим-Джавед
- 1977 Маленькая вещь – Басу Чаттерджи
- 1978 Невеста та, которую любят – Лекх Тандон, Враджендра Гаур и Мадхусудан Калекар
- 1979 Муж, жена и... – Камлешвар

### 1980-е
- 1980 Час богов – Гириш Карнад и Б.В. Карант
- 1981 Крик раненого – Виджай Тендулкар
- 1982 Созданы друг для друга – К. Балачандер
- 1983 Шакти – Салим-Джавед
- 1984 Полуправда – Виджай Тендулкар
- 1985 Руины – Мринал Сен
- 1986 Переправа – Гаутам Гхош и Парто Мукерджи
- 1987 Не присуждалась
- 1988 Не присуждалась
- 1989 Приговор – Насир Хуссэйн

### 1990-е
- 1990 Птицы – Шивкумар Субраманиам
- 1991 Kamla Ki Maut – Басу Чаттерджи
- 1992 Смерть одного доктора – Тапан Синха
- 1993 Мечты джентльмена – Азиз Мирза и Маной Лалвани
- 1994 Игра со смертью – Акаш Хурана, Робин Бхатт и Джавед Сиддики
- 1995 Кто я для тебя? – Сурадж Барджатья
- 1996 Непохищенная невеста – Адитья Чопра
- 1997 Разочарование – Раджкумар Сантоши
- 1998 На чужбине – Субхаш Гхай
- 1999 Всё в жизни бывает – Каран Джохар

### 2000-е
- 2000 Злой умысел – Джон Мэтью Маттан
- 2001 Скажи, что любишь! – Рави Капур и Хани Ирани
- 2002 Любящие сердца – Фархан Ахтар
- 2003 Анатомия любви — Мани Ратнам
- 2004 Братан Мунна: Продавец счастья — Видху Винод Чопра , Раджкумар Хирани и Lajan Joseph
- 2005 На перекрёстке судеб — Мани Ратнам
- 2006' Третья страница — Нина Арора & Маной Тьяги
- 2007 Джайдип Сахни — Гнёздышко Кхослы
  - Анураг Басу — Гангстер
  - Хоми Ададжаниа & Керси Кхамбатта — Тайные намерения
  - Видху Винод Чопра, Абхиджит Джоши & Раджкумар Хирани — Братан Мунна 2
  - Rensil D'Silva & Ракеш Омпракаш Мехра — Цвет шафрана

- 2008 Анураг Басу – Жизнь в большом городе
  - Амол Гуптэ – Звёздочки на земле
  - Джайдип Сахни – Индия, вперёд!
  - David N. Donihue, Рахул Дхолакия – Парзания
  - Шрирам Рагхаван – Джонни предатель

- 2009 Йогеш Винайяк Джоши, Upendra Sidhaye – Мой дорогой Мумбай
  - Аббас Тиревала – Знаешь ли ты...
  - Абхишек Капур, Pubali Chaudhary – Играем рок!!
  - Аджай Монга, Анурадха Тивари, Мадхур Бхандаркар – В плену у моды
  - Шираз Ахмед – Гонка

### 2010-е
- 2010 Раджкумар Хирани, Видху Винод Чопра, Абхиджит Джоши — Три идиота
  - Имтиаз Али — Любовь вчера и сегодня
  - Панкадж Адвани — Как вернуть миллион
  - Р. Балки — Папочка
  - Зоя Ахтар — Шанс на удачу

- 2011 Анураг Кашьяп, Викрамадитья Мотване — Полёт
- 2012 Акшат Верма — Однажды в Дели
- 2013 Санджай Чаухан и Тигманшу Дхулиа — Паан Сингх Томар
- 2014 Четан Бхагат, Абхишек Капур, Супратик Сен & Пубали Чаудхари — Три ошибки моей жизни
- 2015 Раджкумар Хирани и Абхиджит Джоши — Пикей
  - Анураг Кашьяп, Akhilesh Jaiswal и Рохит Панди — Гадкий
  - Gopi Puthran, S Hussain Zaidi и Вибха Сингх — Отважная
  - Раджат Капур — Ankhon Dekhi
  - Викас Бал, Chaitally Parmar и Парвиз Шейх — Королева

- 2016 Джухи Чатурведи — Пику
- 2017 Шакун Батра и Ayesha Devitre Dhillon — Капур и сыновья
- 2018 Шубхашиш Бхутьяни — Мукти Мохан
  - Адваит Чандан — Тайная суперзвезда
  - Amit Joshi и Hardik Mehta — В ловушке
  - Маянк Тевари и Amit V Masurkar — Ньютон
  - Субхаш Капур — Джолли – бакалавр юридических наук 2